# Poutníci (Praha)
Poutníci (Praha) byla první česká křesťanská hudební skupina mladých, vystupující v kostele s rytmickou mší, spirituály a folkem. Působila v římskokatolických kostelech v Praze, v Čechách a na Moravě od roku 1967 do zákazu činnosti StB v roce 1972.

## Historie
Poutníci se zformovali roku 1967 jako skupina mládeže při kostele sv. Ignáce v Praze na Karlově náměstí kolem tehdy začínajícího patera Pavla Kuneše (* 1937), se kterým roku 1968 větší část skupiny přešla na Vinohrady ke kostelu Nejsv. Srdce Páně , malá beatová skupina bratří Nožinových pod názvem Giovanni ještě krátce zůstala u sv. Ignáce, odkud se přesunula za paterem Václavem Komárkem SDB ke kostelu sv. Kříže na Příkopy. Poutníci nevystupovali na kůru, ale před lidmi u oltáře, což bylo v té době novum a vyvolávalo někdy odmítavé reakce. Kromě svého domovského kostela vystupovali na pozvání v pěti desítkách lokalit, například v jejich vystoupení bylo nahráváno v katedrále sv. Víta (ale nikde se neodvysílalo), v kostele sv. Kříže Na příkopech, v kostele sv. Anežky České na Spořilově, v kostele sv. Prokopa v Braníku, v kostele sv. Petra a Pavla v Praze Bohnicích, dále v různých kostelech českých (Klecany, Líbeznice, Litoměřice, Mnichovice, Orlické Záhoří, Železná Ruda), Roudnice nad Labem) a na Moravě (Bohdalov). Dále skupina vystupovala na dobročinných akcích u Stromu republiky, na konto vesniček SOS či v domovech důchodců.
Vzor rytmických mší Poutníků vyvolal vznik dalších chrámových skupin. V té době začali v kostele sv. Václava na Smíchově vystupovat dva bratři Ebenové a v Plzni skupina Angelos. Proto se roku 1969 v Jablonném v Podještědí mohla konat – poprvé a naposledy – přehlídka těchto skupin. Veřejné vystupování Poutníků bylo na základě anonymního udání roku 1972 zakázáno, Josef Litoš předvolán k výslechu na StB a pater Pavel Kuneš přeložen na venkov do Klecan.
Pětičlenné jádro skupiny po nuceném ukončení chrámové činnosti vystupovalo v letech 1973–1974 jako folková kapela na festivalu Porta v Českém Krumlově a v Malostranské besedě v soutěžních pořadech Lokálka a Písně dlouhejch cest, které připravoval Michal Jupp Konečný a uváděl Miroslav Kovářík.

## Obsazení

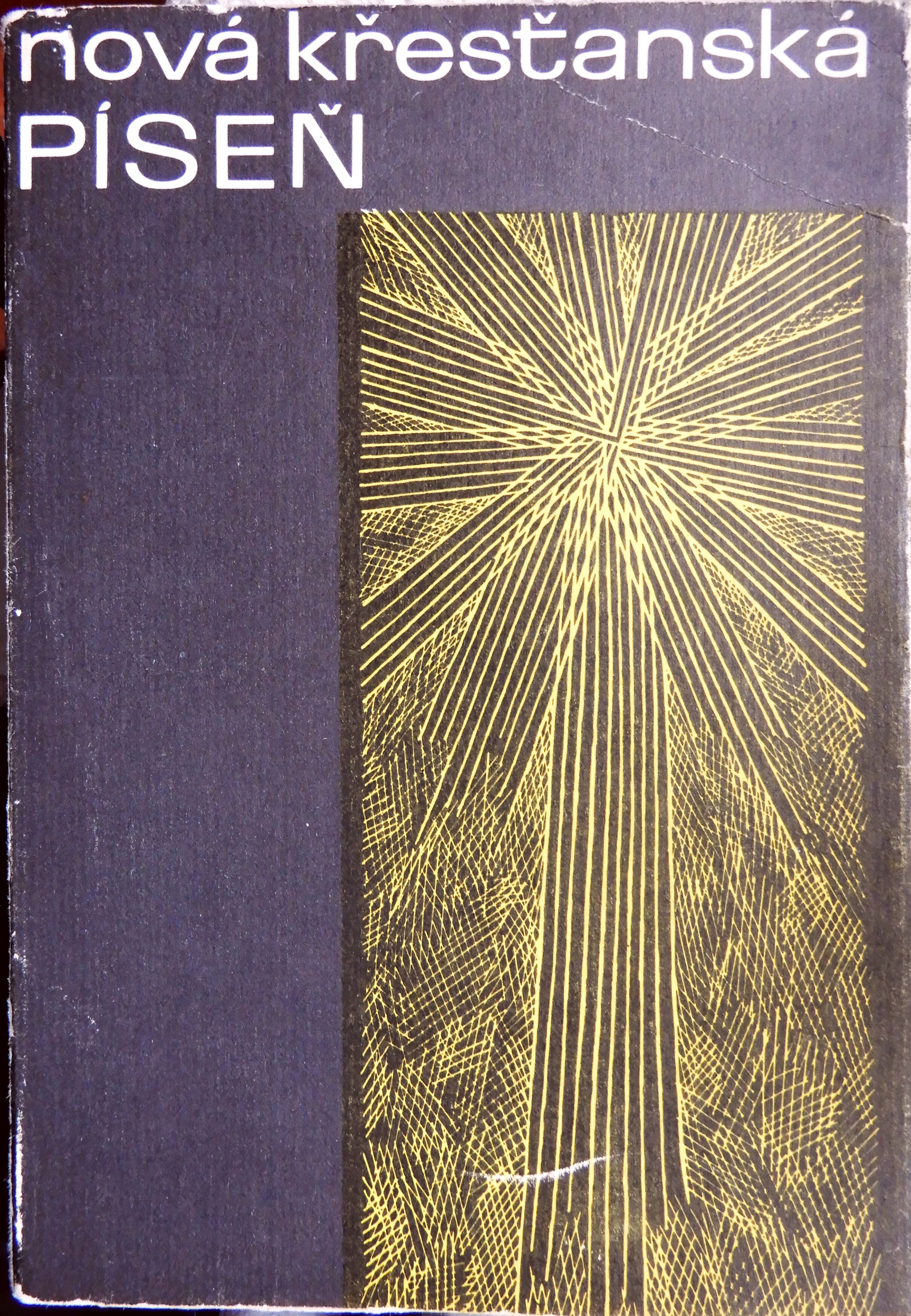
Zpěvník vydaný Poutníky „pro vnitřní potřebu“ počátkem roku 1970

Skupina čítala 8 až 30 stálých členů, a prošly jí za dobu existence další dvě desítky, především zpěvaček sboru a přátel. Zakladatelem a vedoucím byl multiinstrumentalista Josef Litoš (kytara, mandolína, flétna, trubka), v letech 1973–1986 hráč na pozoun v Pražském Big Bandu, dále jeho bratr Jiří Litoš (kytara, banjo, mandolína, bicí, perkuse), později zvukový designér Českého rozhlasu a člen kapely Eldorado, dále Rudolf Tesárek (kontrabas), kytary: František Pajer, Miloš Jarka, Marie Tesárková-Fictumová (také flétna), Jitka Virthová, Dana Stehlíková, na elektrické varhany hrál zprvu Jiří Nožina, později také Kryštof Eben. Stálého mistra zvuku dělal Vojtěch Pecka, také Václav Hron. Korepetitorem sboru byl určitou dobu profesor pražské konzervatoře Jan Kasal (1923–1921), zkoušek se účastnil také hudebník Pavel Messany.

## Repertoár
Skupina v letech 1968–1972 nastudovala široký repertoár více než 100 skladeb vlastních i převzatých, většinou s aranžemi Josefa Litoše, které vydala v prvním zpěvníku roku 1969 a v rozšířené verzi počátkem roku 1970 pod titulem Nová křesťanská píseň. Skupina roku 1969 v premiéře uvedla Truvérskou mši Petra Ebena s texty Zdeny Lomové, dále Popelku nazaretskou na libreto Václava Renče, hudební skladatel Jaroslav Hanuš, bratr známějšího Jana Hanuše pro Poutníky napsal a nastudoval s nimi Rytmickou mši s česko–latinskými texty. Mši ze spirituálů otextovala Dana Vejborová, k převzatým písním patřily melodie francouzského dominikána Maurice Cocagnaca a francouzské dominikánky Soeur Sourire, autory dalších textů byli Václav Renč (Eliáš), Jasna a Světlana Procházkovy, Zdena Lomová; Poutníci také přebírali písně křesťanských autorů (Miroslav Heryán, Miloš Rejchrt, Luboš Svoboda), lidové písně a vánoční koledy. Mnohé písně byly kopírovány do dalších zpěvníků (např. „Písně na cesty“ církve Českobratrské, „Laudate I.“ nebo „Magnificat“); některé z nich zlidověly.